# Frans Diekstra
Franciscus Fokko Antonius (Frans) Diekstra (Meppel, 30 maart 1955 – Nieuwegein, 11 mei 1995) was een Nederlandse ondernemer die op 6 juli 1989 het ingenieursbureau Starke Diekstra NV te Nieuwegein oprichtte, een fusie tussen Starke/IPM Ingenieursbureau en projectmanagement (Rijswijk) en Ingenieursbureau Diekstra (Tiel). 
Frans Diekstra volgde de HTS, richting Weg- en Waterbouwkunde. Daarna werkte hij tussen 1977 en 1987 bij verschillende adviesbureaus op het gebied van de bouw. Op 1 maart 1987 richtte hij zelf Ingenieursbureau Diekstra BV, bouwkostenadviezen en -management in Tiel op. Twee jaar later fuseerde zijn bedrijf en was het Ingenieursbureau Starke Diekstra geboren. In hetzelfde jaar studeerde Diekstra af aan Nijenrode. 
Het bureau ontwikkelde zich tot marktleider in de bouwadvieswereld in Nederland. Het bureau werkte o.a. aan de volgende projecten: Delftse Poort (een wolkenkrabber in Rotterdam), het Europees distributiecentrum van Apple Computers, het hoofdkantoor van PTT Telecom in Amsterdam en Magna Plaza, eveneens in Amsterdam.
Diekstra was nauw betrokken bij de ontwikkeling van de REN, de Real Estate Norm, een methode om de communicatie over vraag en aanbod van onroerend goed, locaties en gebouwen, te helpen vergemakkelijken en verbeteren om meer transparantie te creëren. Het werd gepresenteerd als de eerste kwaliteitsstandaard voor onroerend goed ter wereld op een conferentie van ERES, de European Real Estate Society in 1994.
In 1994 bedroeg de omzet van Starke Diekstra in het eerste halfjaar 21,5 miljoen gulden; de winst was 1,6 miljoen gulden. Er werkten in totaal 180 personen. Het bedrijf had kantoren in Nieuwegein, Groningen, Maastricht en Brussel en op Curaçao. Er waren in die tijd plannen voor het openen van een vestiging in Berlijn en voor een beursgang. 
In dat jaar raakte Diekstra in conflict met zijn mede-directeuren en werd hij door de raad van commissarissen geschorst. Diekstra had grote plannen met de toepassing van virtual reality, die door zijn mede-directeuren niet werden ondersteund.

Korte tijd later bleken de machtsverhoudingen in het bedrijf zodanig veranderd te zijn dat Diekstra voldoende steun had om terug te keren als directeur. Zijn vroegere mede-directeuren en de raad van commissarissen werden weggezonden. Lang heeft de overwinning niet geduurd. In mei 1995 overleed Diekstra onverwacht.
Korte tijd later werd het bedrijf overgenomen door Ingenieursbureau Grabowsky & Poort, een dochteronderneming van de Heidemij. Heidemij is later opgegaan in ARCADIS Nederland.
Diekstra haalde twee keer het Guinness Book of Records. In 1989 behaalde hij voor het eerst een record met het schieten van 2.288 kleiduiven. Dat record verbeterde hij op 20 juli 1990 op de schietbaan van KSV De Betuwe te Lienden tot 3.700.